# Indigofera gifbergensis
Indigofera gifbergensis är en ärtväxtart som beskrevs av Charles Howard Stirton och Jarvie. Indigofera gifbergensis ingår i släktet indigosläktet, och familjen ärtväxter. Inga underarter finns listade i Catalogue of Life.